# USS Archerfish (SSN-678)
USS Archerfish (SSN-678) – amerykański myśliwski okręt podwodny z napędem jądrowym typu Sturgeon. Pierwsza jednostka serii tego typu o zwiększonej do 92 metrów długości.